# Reserva da Biosfera Transfronteiriça Gerês-Xurés

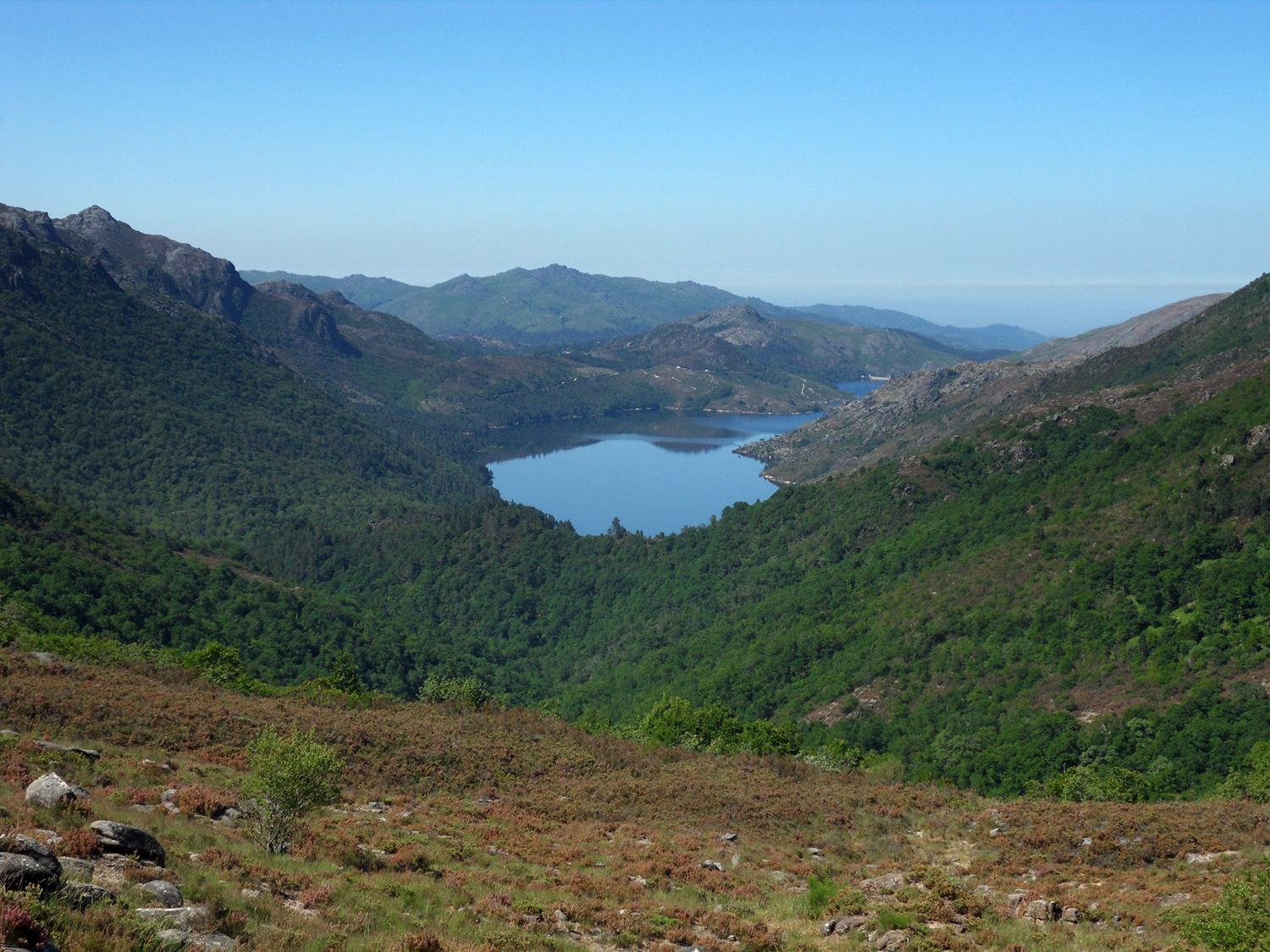
Reserva da Biosfera Transfronteiriça Gerês-Xurés

A Reserva da Biosfera Transfronteiriça Gerês-Xurés (RBTGX) foi declarada a 27 de Maio de 2009, pela UNESCO, e está localizada na Comunidade Autónoma da Galiza (Espanha) e na Região Norte de Portugal, unindo o Parque Nacional da Peneda-Gerês ao Parque Natural Baixa Limia - Serra do Xurés.
Abrange uma área total de 267.958 ha e surge com a necessidade de proteger a fauna e flora contínuas entre os dois países, e de promover o desenvolvimento económico e turístico das regiões e uma melhor relação entre as populações e a Natureza.
A Reserva é rica em património natural, mas também cultural e histórico, sendo possível encontrar diversos vestígios da ocupação humana desde a Pré-História, nomeadamente da cultura megalítica, dos Impérios Celta e Romano, e da época medieval, em ambos os lados da fronteira.

## Recursos Naturais
Estamos perante uma área montanhosa, com os pontos mais altos na Nevosa (1545 m) e na Fonte Fria (1458 m), na zona central da serra Gerês-Xurés, formada por um conjunto de serras e planaltos – Gerês, Quinxo, Santa Eufémia, Pisco, Laboreiro, Mourela, Peneda, Soajo, Amarela, Gerês e Pena – e atravessada pelos rios Lima, Salas, Caldo, Castro Laboreiro, Vez, Homem e Cávado.
As variações de relevo, altitude e habitats, associados aos microclimas que se formam na Reserva, permitem uma grande biodiversidade, tanto de fauna como de flora, tornando-se residência permanente ou periódica de 161 espécies de aves, e de várias espécies de plantas, tanto endémicas, como provenientes da Sibéria e dos Alpes.

## Infraestruturas de Apoio

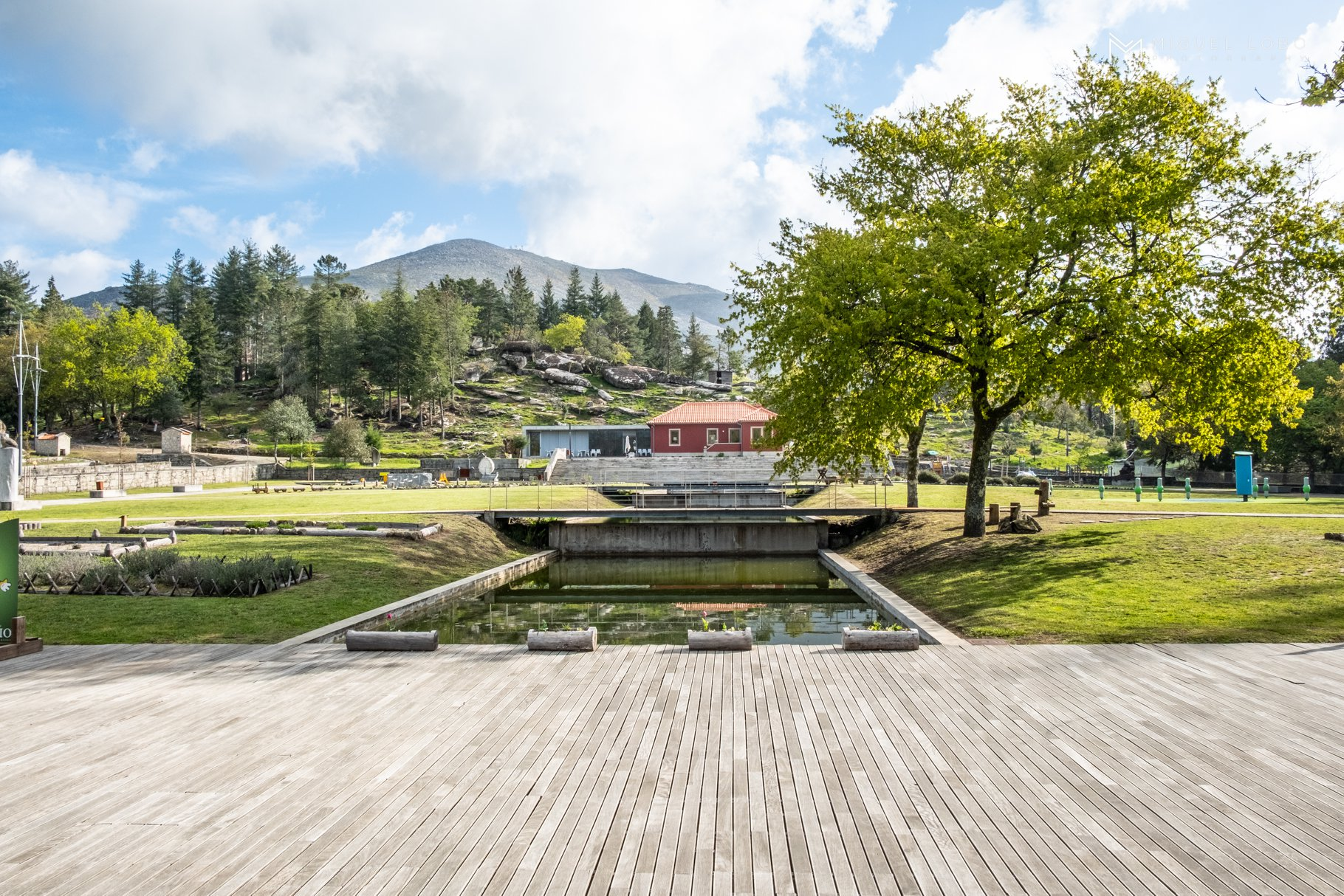
Porta do Mezio

A Reserva possui 11 portas de entrada, que estão associadas a edifícios onde é possível obter informações turísticas, participar em atividades, conhecer programas de sustentabilidade, comprar produtos locais, entre outras, sendo 5 em Portugal – Porta do Mezio, Porta de Lamas de Mouro, Porta do Lindoso, Porta de Campo do Gerês, e Porta de Montalegre – e 6 em Espanha – Porta de Calvos, Porta de Lobios, Porta de Entrimo, Porta de Lobeira, Porta de Muiños, e Porta de Bande –, uma por cada município que se integra na região, e cada uma com o seu tema.

## Atividades e Pontos de Interesse

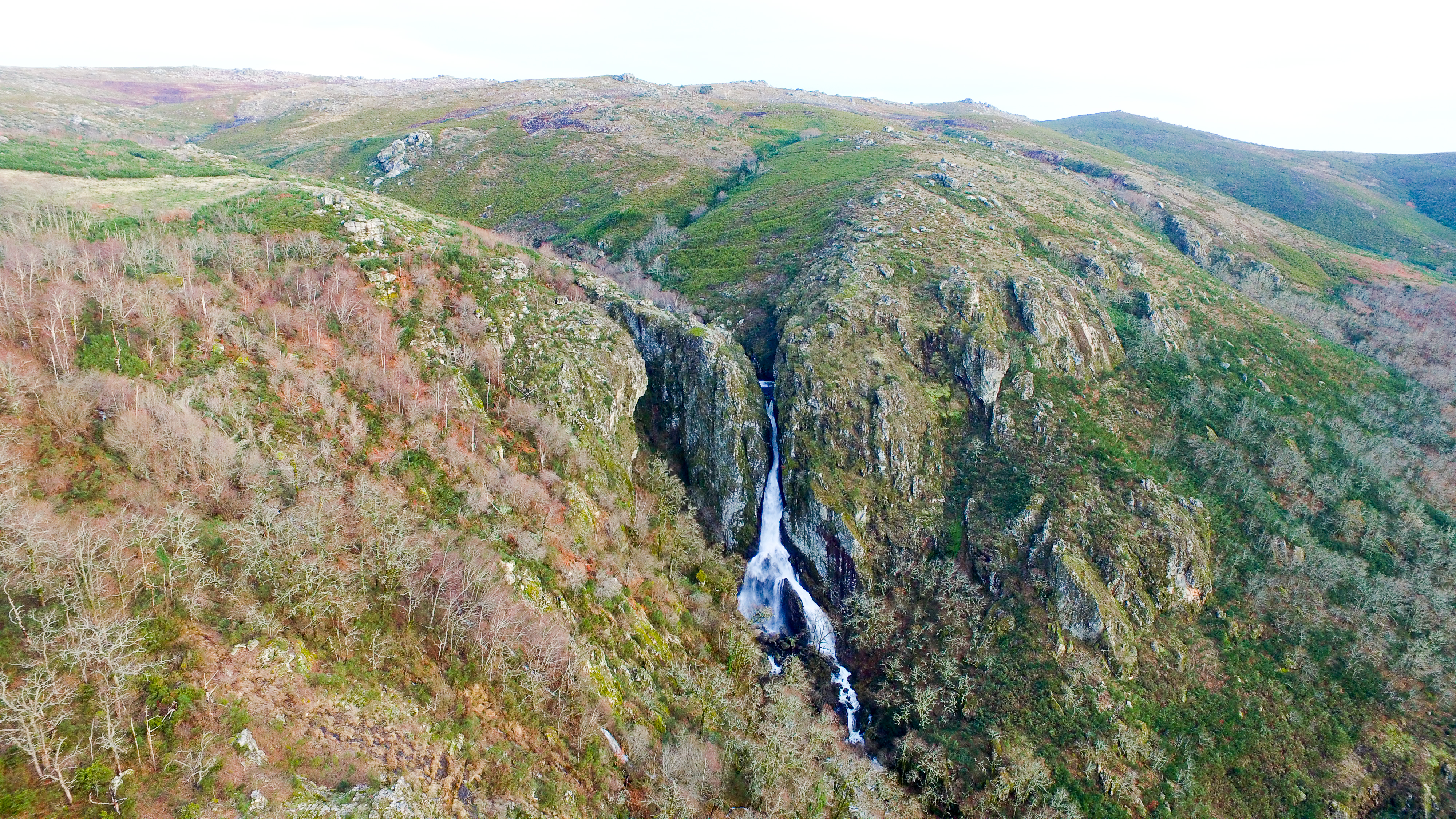
Cascata de Pitões das Júnias

Para conhecer a Reserva de forma mais dinâmica, é possível realizar diversas atividades, desde canyoning a hiking, sendo a mais conhecida o trekking pelos inúmeros trilhos devidamente identificados, que conduzem frequentemente a miradouros, como o da Pedra Bela e o da Vela, e a cascatas, nomeadamente às da Fecha de Barjas (Taiti), da Portela do Homem, do Arado, e de Pitões das Júnias.
Para além do que é possível visitar no território natural da Reserva, existem pontos de interesse cultural ao redor que merecem também uma visita, como:
- Santuário de Nossa Senhora da Peneda
- Aquis Querquennis
- Castelo e Espigueiros de Lindoso
- Termas de Ourense
- Aldeias de Sistelo, Soajo e Pitões das Júnias
- Santuário de São Bento da Porta Aberta